# ليونارد جيه أرينغتون
ليونارد جيمس أرينغتون (2 يوليو 1917 – 11 فبراير 1999) مؤلف أمريكي وأكاديمي ومؤسس جمعية تاريخ المورمون. يُعرف أرينغتون باسم «عميد تاريخ المورمون» و «أبو تاريخ المورمون» نظرًا لإسهاماته العديدة المؤثرة في هذا المجال. منذ العام 1842، يُعتبر أرينغتون أول مؤرخ كنسيّ من غير صفوف القيادة لكنيسة يسوع المسيح لقديسي الأيام الأخيرة، من العام 1972 حتى العام 1982، وعمل مديرًا لمعهد جوزيف فيلدنغ سميث لتاريخ الكنيسة من العام 1982 حتى العام 1986.
نشأ أرينغتون في عائلة كبيرة في ولاية أيداهو، وكان هو وعائلته منتمون في كنيسة يسوع المسيح لقديسي الأيام الأخيرة. بعد المدرسة الثانوية، درس أرينغتون الاقتصاد الزراعي في جامعة أيداهو، وواصل دراسة الاقتصاد في جامعة ولاية كارولينا الشمالية في تشابل هيل. خلال تدريسه في كلية الزراعة بجامعة ولاية يوتا في لوغان، يوتا، في العام 1958 نشرت مطبعة جامعة هارفارد كتابه مملكة الحوض الكبير: تاريخ اقتصادي لكنيسة قديسي الأيام الأخيرة، 1830 – 1900. بعد حصوله على منحة الأستاذية من برنامج فولبرايت في جامعة جنوة بإيطاليا، جمع أرينغتون التمويل لدفع تكاليف البحث والكتابة عن السير الذاتية لشخصيات كنيسة يسوع المسيح لقديسي الأيام الأخيرة. درّس أرينغتون تاريخ أمريكا الغربية في جامعة بريغام يونغ من العام 1972 حتى العام 1987.
في نفس فترة عمله مدرّسًا في جامعة بريغام يونغ، عُيّن أرينغتون كذلك أول مؤرخ لكنيسة يسوع المسيح لقديسي الأيام الأخيرة من العام 1972 إلى العام 1982. وكانت تلك هي المرة الأولى التي يُمنح فيها مؤرخ مختصّ هذه الوظيفة. وأطلق أرينغتون وفريقه من الباحثين، الذين شكلوا القسم التاريخي في الكنيسة، العديد من المشاريع لتوثيق تاريخ كنيسة يسوع المسيح لقديسي الأيام الأخيرة، وشمل عملهم نشر المقالات في المجلة الرسمية للكنيسة والكتب العلمية الموجَّهة للقرّاء من غير أتباع كنيسة يسوع المسيح لقديسي الأيام الأخيرة. لم يكن القسم التاريخي خاضعًا لبرنامج الارتباط الخاص بالكنيسة، وهكذا حظي ببعض حرية البحث. بالرغم من ذلك، بمرور الوقت، نشأت حالة كُره لدى العديد من أعضاء الكنيسة وأتباعها للمقالات التاريخية. اشترط المدير الجديد للقسم التاريخي، جي هومر دورهام، أن تُعرَض جميع المطبوعات عليه أولًا، وأوقف تعيين موظفين جدد. في العام 1982، تخلّت كنيسة يسوع المسيح لقديسي الأيام الأخيرة عن أرينغتون كمؤرخ للكنيسة، ونقلت قسم التاريخ إلى جامعة بريغام يونغ، مما استدعى إنشاء معهد جوزيف فيلدنغ سميث لتاريخ الكنيسة. نشر أرينغتون أكثر من 20 كتابًا ومقالًا، ضمت الكثير من السير الذاتية التي أنجزها بمساعدة العديد من الباحثين المساعدين.
تبرع أرينغتون بأبحاثه وأوراقه الشخصية إلى جامعة ولاية يوتا، وتبرع كذلك بأفلام على شكل ميكروفيلم من يومياته المكتوبة قبل العام 1982 إلى أرشيف كنيسة يسوع المسيح لقديسي الأيام الأخيرة، بشرط ألا تُقرأ اليوميات إلا بعد 25 عامًا من وفاته. ومع ذلك، خرقت كنيسة يسوع المسيح لقديسي الأيام الأخيرة الاتفاقية بعد فترة وجيزة من وفاة أرينغتون زاعمةً بأنها تمتلك جزءًا من المجموعة، وطالبت الكنيسة ابنة أرينغتون بتخصيص أجزاء من مذكّرات أرينغتون للكنيسة. بعد مفاوضات قانونية، اقتُطع نصف صندوق من المجموعة لأرشيف كنيسة يسوع المسيح لقديسي الأيام الأخيرة.

## سنواته المبكرة
ولد ليونارد أرينغتون في توين فولز، بولاية أيداهو في 2 يوليو 1917، وهو الابن الثالث بين أحد عشر. كان والداه، نواه وإدنا، مزارعين وعضوين متدينين في كنيسة يسوع المسيح لقديسي الأيام الأخيرة، الفرع الأكثر شهرة للمورمونية. نشأ أرينغتون كمزارع طامحٍ وعضو فعال وواحد من أوائل المسؤولين الوطنيين في المنظمة الوطنية مزارعي المستقبل في أمريكا. وضمن مشروعه المستقل لمنظمة مزارعي المستقبل في أمريكا، عمِد إلى تربية عدة مئات من دجاج رود آيلاند الأحمر، وفاز بجائزة في معرض ولاية أيداهو في العام 1934. ساعده مشروع الدجاج في الفوز بمنحة يونيون باسيفيك للسكك الحديدية.
انضمّ أرينغتون كذلك للكشافة، واعتاد قراءة كتب إرنست تومسون سيتون، عالم الطبيعة والمؤسس المشارك لمنظمة الكشافة. في فصل الصيف، كان ينام خارج البيت في بستان العائلة ليكون في مكان هادئ ملائمٍ للقراءة والاستمتاع بحياة ريفية مثالية. خلال مراقبته للطبيعة في إحدى الأمسيات، مرّ أرينغتون بتجربة غامضة منحته شعورًا «بارتباطٍ حميم بالعالم» والذي وصفه بأنه «سهّل عليّ [...] دمج التجارب والأحاسيس الدينية الشخصية بالممارسات، والتأكيدات، والأشكال، والطقوس ذات الطابع الأكثر رسمية للكنيسة الرسمية».
خلال حقبة الكساد الكبير، وبدافع الفضول عن أسعار البطاطا، نفذ أرينغتون تجربته الاقتصادية الأولى. وضع قسائم من الورق في بعض أكياس البطاطا من حصاد عائلته، وتذكر القسائم بأن البطاطس بيعت بخمسة سنتات لكل كيس من وزن مئة باوند، وطلب من المستلم إبلاغه بالسعر الذي دفعوه بإرسال رسالة إلى عنوانه. استجاب العديد من الأشخاص، وذكر أحدهم أنه دفع دولارين لشراء نفس كيس البطاطا.

## تعليمه
عرض والد أرينغتون أن يدعمه ماليًا ليعمل مبشرًا لكنيسة يسوع المسيح لقديسي الأيام الأخيرة، ولكن ليس لتعليمٍ جامعي. لم يعمل أرينغتون في التبشير لكنيسة يسوع المسيح لقديسي الأيام الأخيرة، واعتبر مساعيه التعليمية شكلًا من أشكال خدمة الكنيسة. في منحة دراسية في جامعة أيداهو، درس أرينغتون العلوم الزراعية في العام 1935، ثم تحول فيما بعد إلى دراسة الاقتصاد الزراعي. كان جورج إس تانر، مدير معهد كنيسة يسوع المسيح لقديسي الأيام الأخيرة في جامعة أيداهو، مثقفًا تقدميًا من المورمون ومنه تعلّم أرينغتون أن المسيحية والعلم يمكن أن يكونا متوافقين وأن الترجمات الأخرى للكتاب المقدس يمكن أن تُعين في تفسيره. درّس إروين غراو، أحد أساتذة الاقتصاد الجُدد في الجامعة، درّس أفكار ألفرد مارشال وأثر على نظرة أرينغتون إلى الاقتصاد بوصفه دراسةً للعلاقات الإنسانية وليس فقط القوى الاقتصادية الرياضية. وفقًا لما كتبه مارشال، فالحماسة الدينية لها تأثير على الناس يدفعهم للتصرف بإيثار.
تخرج أرينغتون بامتياز وعضوًا في فاي بيتا كابا في العام 1939. ثم بدأ أرينغتون أبحاث الدراسات العليا ضمن زمالة التدريس في جامعة ولاية كارولينا الشمالية في تشابل هيل، وتزوج غريس فورت في العام 1942. انضمت غريس إلى كنيسة يسوع المسيح لقديسي الأيام الأخيرة في العام 1946.
خلال الحرب العالمية الثانية، خدم أرينغتون في الجيش في شمال إفريقيا وإيطاليا من العام 1942 حتى العام 1945. وعمل في قسم معالجة أسرى الحرب وفي معهد الإحصاء الإيطالي. أثناء وجوده في معسكر لأسرى الحرب للسجناء الإيطاليين في شمال إفريقيا، ذكر أرينغتون أنه مرّ بتجربة غامضة أخرى بعد قراءته رواية الإخوة كارامازوف. وأفاد بأنه شعر أن الربّ أراد له أن يصبح أستاذًا وكاتبًا في الدين والاقتصاد.

## مساره الأكاديمي

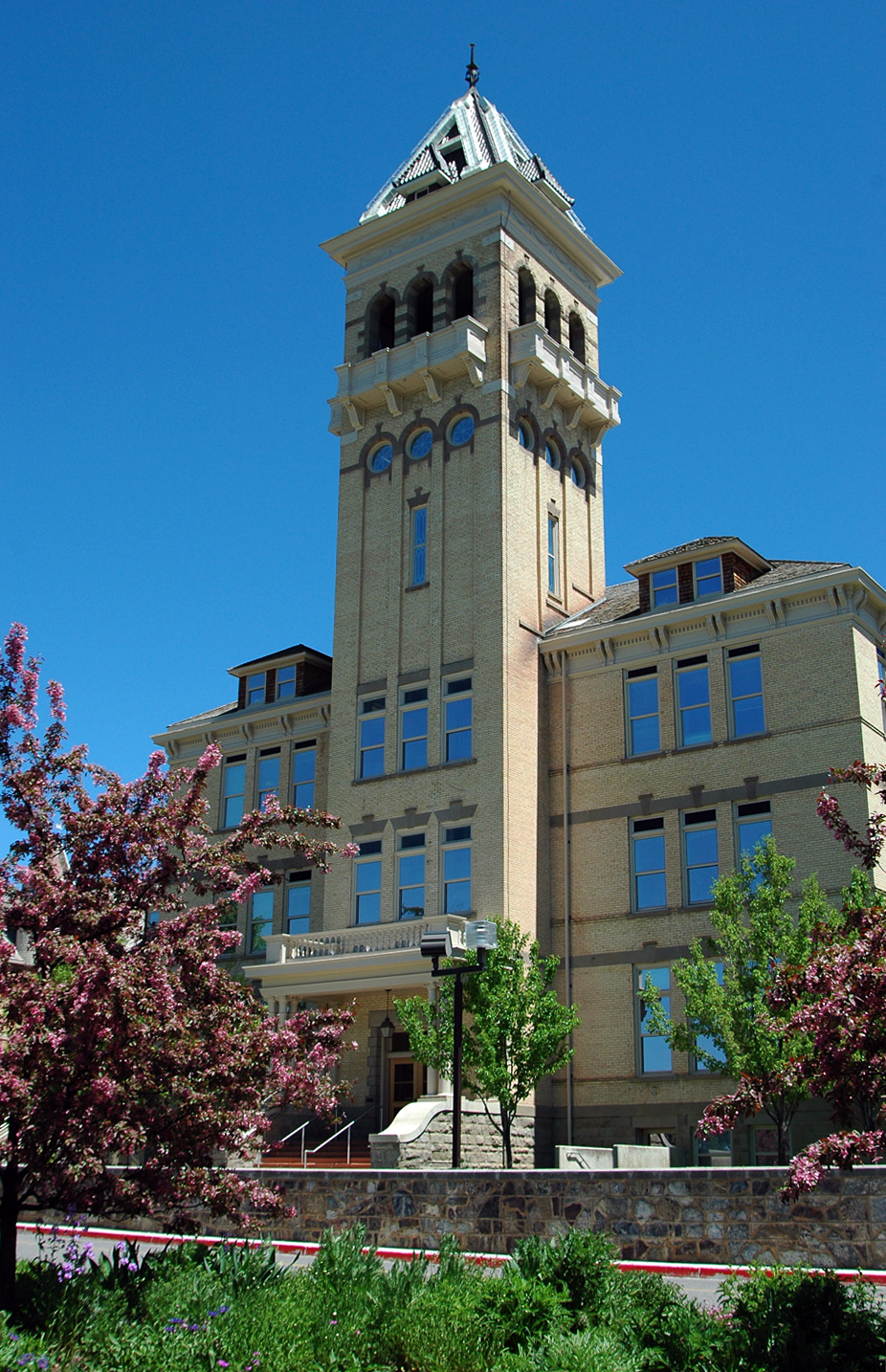
جامعة يوتا ستريت القديمة

من العام 1946 حتى العام 1972، عمل أرينغتون أستاذًا في كلية الزراعة بجامعة ولاية يوتا في لوغان، بولاية يوتا (والتي أصبح اسمها جامعة ولاية يوتا في العام 1957). حصل على درجة الدكتوراه في الاقتصاد من جامعة ولاية كارولينا الشمالية في تشابل هيل في العام 1952، بعد أن أخذ إجازة لمدة عام من التدريس وانتقل إلى ولاية كارولينا الشمالية لدراسة مقررات البرنامج. أنهى أرينغتون المقررات الدراسية والامتحانات بسهولة، فقد كان فعليًا يدرّس العديد من تلك المواد، ونشر العديد من المقالات في غضون ذلك الوقت.